# Kálmán Kata
Kálmán Kata (Korpona, 1909. április 25. – Budapest, 1978. március 31.) Balázs Béla-díjas fotóművész, a magyar szociofotó kiemelkedő alakja.

## Élete és munkássága
A Selmecbánya melletti Korponán született. Apja dr. Kálmán Gyula, ügyvéd, városi tiszti főügyész, anyja Goldberg Margit (1889–1932). Anyai nagyszülei Goldberg Ignác (1854–1943) és Beutum Regina (1867–1946) voltak. 1919-ben a család a mai Magyarország területére költözött. Középiskolai tanulmányát Komáromban kezdte, de már a budapesti Szilágyi Erzsébet Leánygimnáziumban érettségizett. 1927-től Klára testvérével együtt Madzsar Alice torna- és mozdulatművészeti stúdiójában tanult. Itt ismerkedett meg a film- és művészettörténész szakíró Hevesy Ivánnal, akihez 1929-ben feleségül ment. Hevesy tanította meg fényképezni.
1931-től az új tárgyias portréfelfogás szellemében parasztokat, munkásokat, koldusokat kezdett fotózni. Már 1931-ben elkészítette a Kenyérevő gyermek című, azóta is legismertebb, emblematikus fotóját. A kép a Német Kommunista Párt 1932-es választási plakátján is szerepelt, és mind a mai napig felhasználják különböző gyermekjóléti alapítványok. 1935-ben elnyerte a Milánói Fotóművészeti Triennálé aranyérmét. Ebből a korszakból származnak ismert Bartók és Móricz portréi.
A képeket végül Hevesy tanácsára albumba rendezte, amelynek előszavát Móricz Zsigmond írta. A Cserépfalvi Könyvkiadó nem mert csak fotókból álló kötetet megjelentetni, ezért felkérték Boldizsár Ivánt, hogy írjon a fotókhoz elemzéseket. A Móricz-előszót, 24 szocioportrét és Boldizsár Írott képek című elemzését tartalmazó Tiborc album végül 1937 karácsonyára jelent meg. A kötet szinte csak elismerő sajtóvisszhangot kapott, és a magyarországi népi szociográfiai mozgalom egyik fontos mérföldkövévé vált.
1940-ben Szemtől szemben címmel újabb "fényképes könyvet" jelentetett meg a Kelet Népe kiadásában. A kötetben a Tiborc albumból kimaradt képek szerepeltek néhány újabb felvétellel kiegészítve. A népi írók mozgalma azonban eddigre túl volt a csúcsponton, így az album jóval kisebb visszhangot váltott ki. Még két kötet kiadását tervezte: a Pesti nép és a Cigányok album azonban a háború, majd a kommunista rendszer ideológiai cenzúrája miatt soha nem jött létre.
1955-ben jelent meg Tiborc új arca című kötete, amelyben Mihályfi Ernő ösztönzésére a Tiborc album még élő szereplőit és leszármazottait mutatja be. Az album az eredeti Móricz-előszó mellett Móricz Virág Tizennyolc év után című írását is tartalmazza. Kálmán Kata akkor a Magyar Fotó Állami Vállalatnál dolgozott, később a Tudományos Ismeretterjesztő Társulat (TIT) fotósa lett.
1960-tól 1965 elejéig a Képzőművészeti Kiadó, ezt követően a Corvina Kiadó fotográfiai könyveinek szerkesztője volt. 1958-ban részt vett a Magyar Fotóművészek Szövetségének megalapításában, az elnökségnek is tagja lett. Az ő nevéhez fűződik a Corvinánál elindított Fotóművészeti kiskönyvtár sorozat. 1978-ban bekövetkezett halála után adták ki a sorozat róla szóló, utolsó kötetét.
Kálmán Kata 1960-ban elnyerte a Nemzetközi Fotóművész Szövetség kitüntetését, 1969-ben Balázs Béla-díjas, 1976-ban érdemes művész lett. Megmaradt fotóinak többségét a Magyar Fotográfiai Múzeum őrzi.

## Kiállítások

### Egyéni kiállítások
- 1955 Tudományos Ismeretterjesztő Társulat Eötvös Klubja, Budapest.

### Válogatott csoportos kiállítások
- 1935 Milánói Triennálé, Milánó
- 1936 IV. Nemzetközi Művészi Fényképkiállítás, Budapest
- 1966 A magyar fotóművészet 125 éve, Magyar Nemzeti Galéria, Budapest
- 1981-1982 Tény-kép. A magyar fotográfia története 1840-1981, Műcsarnok, Budapest
- 1989 A magyar szociofotó tegnap és ma, Kiscelli Múzeum, Budapest
- 1998 Fotográfusok Made in Hungary. Akik elmentek, akik maradtak, Magyar Fotográfiai Múzeum, Kecskemét
- 1999 Kálmán Kata-Hevesy Iván retrospektív kiállítás, Magyar Fotográfiai Múzeum, Kecskemét.
- 2009 Válságjelek - Luis Buñuel, Walker Evans, Theo Frey, a hollandiai arbeidersfotografen, Kálmán Kata és mások, Ludwig Múzeum

### Művek közgyűjteményekben
- Magyar Fotográfiai Múzeum, Kecskemét
- Magyar Nemzeti Múzeum Történelmi Fényképtára.

## Kötetei
- Tiborc. Kálmán Kata fényképei; szöveg Móricz Zsigmond, Boldizsár Iván; Cserépfalvi, Bp., 1938 (Szolgálat és Írás Munkatársaságának könyvei) - hasonmásban: 1987
- Szemtől szemben. Kálmán Kata fényképeskönyve; Kelet Népe, Bp., 1940
- Tiborc új arca. Kálmán Kata fényképei; bev. Móricz Zsigmond, Móricz Virág, jegy. Boldizsár Iván; Művelt Nép, Bp., 1955
- A Madzsar iskola, 1927–1929; Vintage Galéria, Bp., 2007
- Elfelejtett képek; többekkel, szerk. Keleti Éva, Szarka Klára; MTI, Bp., 2009
- Kálmán Kata: A Csibe-ügy. Egy fotográfus naplója Móricz Zsigmond utolsó éveiről; sajtó alá rend., bev., jegyz. Varga Katalin; Palatinus, Bp., 2012